# Iuaca
Iuaca is een kevergeslacht uit de familie van de boktorren (Cerambycidae). De wetenschappelijke naam van het geslacht werd voor het eerst geldig gepubliceerd in 2000 door Galileo & Martins.

## Soorten
Iuaca is monotypisch en omvat slechts de volgende soort:
- Iuaca nigromaculata Galileo & Martins, 2000